# دولت‌آباد (سرخس)
دولت آباد، از روستاهای بخش مرکزی شهرستان سرخس است و در ۲۰ کیلومتری جنوب شهرسرخس و در تپه ماهورهای غرب حاشیه رودخانه تجن، کنار مرز ایران و ترکمنستان قرار دارد. ارتفاع آن از سطح دریا ۳۱۰ متر و آب و هوای آن معتدل و خشک است.

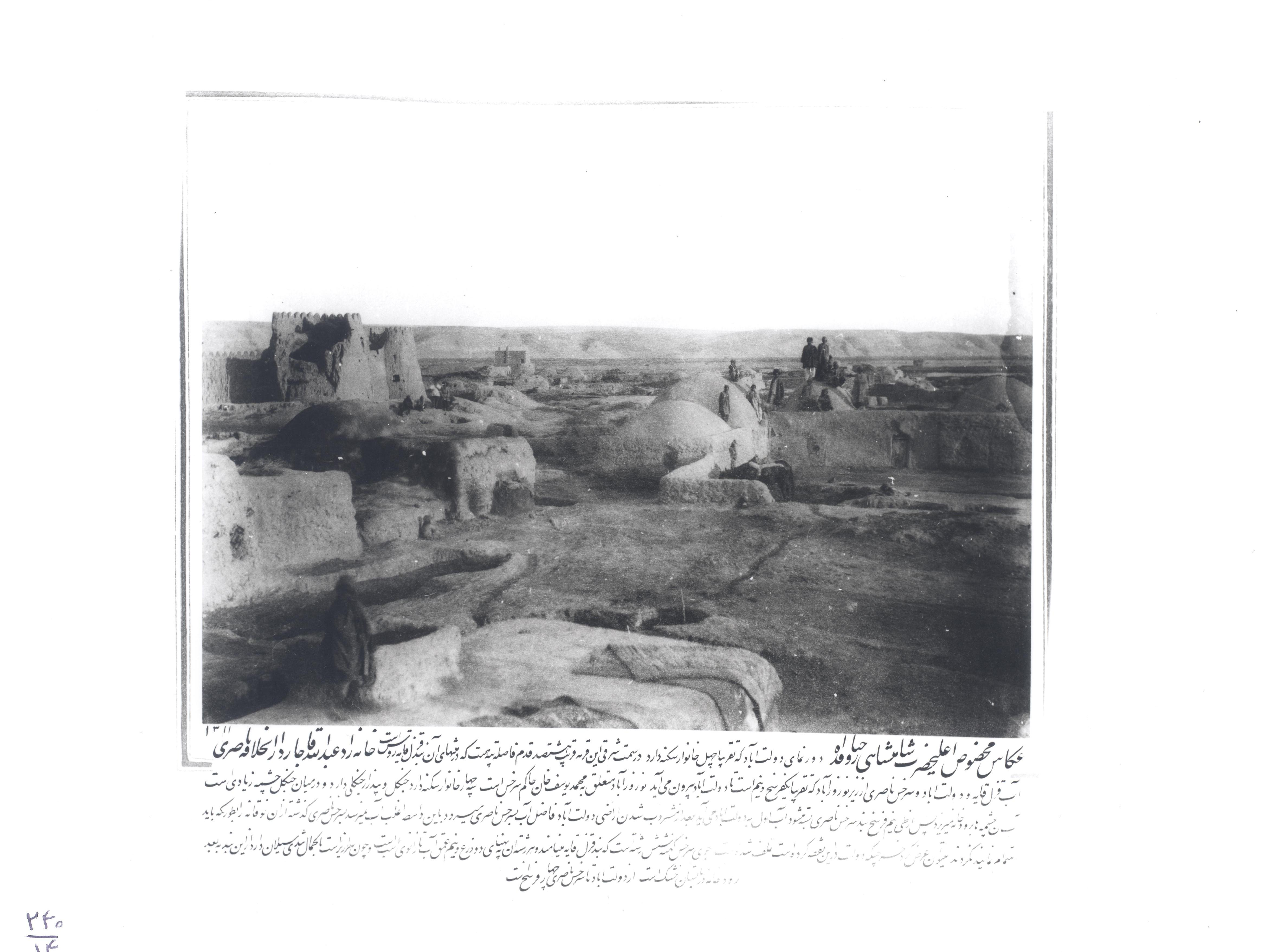
دولت‌آباد در ۱۳۱۱ هجری قمری

## تاریخچه
در سال ۱۳۱۱ هجری قمری ذکر شده‌است که جمعیت آن صد خانوار سیستانی بوده و این روستا جنگل فراوان داشته است. با توجه به همبستر بودن دولت آباد با رودخانه تجن، این روستا دارای آب فراوان می‌باشد.

## مردمشناسی
ساکنین دولت آباد را اکثراً سیستانی‌ها تشکیل می‌دهد و تعداد کمی نیز بلوچ در این روستا زندگی می‌کنند. شغل اکثر مردم دولت آباد کشاورزی و دامداری می‌باشد. بر اساس سرشماری سال ۱۳۸۵ جمعیت آن ۱۰۹ خانوار و ۵۲۰ نفر است.

## منبع
- سرخس دیروز و امروز – دکتر عباس سعیدی – ناشر توس – چاپ ۱۳۵۴
- کتاب گیتاشناسی ایران جلد سوم- عباس جعفری – چاپ ۱۳۸۴

1. ↑  «نتایج سرشماری ایران در سال ۱۳۸۵». درگاه ملی آمار. بایگانی‌شده از روی نسخه اصلی در ۲۱ آبان ۱۳۹۲.